# Rob Bordson
Rob Bordson (* 9. Juni 1988 in Duluth, Minnesota) ist ein ehemaliger US-amerikanischer Eishockeyspieler, der im Verlauf seiner aktiven Karriere zwischen 2007 und 2023 unter anderem über 380 Spiele in der American Hockey League (AHL) auf der Position des Centers bestritten hat. Darüber hinaus verbrachte er zwei Spielzeiten bei den Fischtown Pinguins Bremerhaven und der Düsseldorfer EG in der Deutschen Eishockey Liga (DEL).

## Karriere
Nachdem Bordson drei Spielzeiten zwischen 2007 und 2010 im Collegeeishockey an der University of Minnesota Duluth gespielt hatte, unterschrieb er am 23. März 2010 einen Zweijahresvertrag bei den Anaheim Ducks aus der National Hockey League (NHL). Kurz nach seiner ersten Saison als Profi wurde Bordson zusammen mit Danny Syvret für David Laliberté und Patrick Maroon bei den Philadelphia Flyers eingetauscht. Bordson war auch Teil eines großen Transfergeschäfts im Juni 2011, bei dem er mit Mike Richards zu den Los Angeles Kings wechselte. Im Gegenzug erhielten die Kings dafür Wayne Simmonds, Brayden Schenn und ein Zweitrunden-Wahlrecht im NHL Entry Draft 2012.
Im September 2011 unterschrieb Bordson einen Vertrag bei den Trenton Titans in der ECHL. Innerhalb der Saison 2011/12 wurde Bordson im Dezember 2011 mit einem Probevertrag verpflichtet. Er verblieb nach dem Try-Out allerdings bei den Titans, bevor er dann am 21. Februar 2012 für den Rest der Saison von der ehemaligen Mannschaft der Adirondack Phantoms unter Vertrag genommen wurde. Am 12. August unterzeichnete Bordson dann einen Vertrag bei den Chicago Wolves. Im September 2015 unterschrieb Bordson als Free Agent und kehrte zum ersten Mal seit 2011 in die ECHL zurück, um mit den Adirondack Thunder in ihre erste Saison zu starten. Mit 13 Punkten in sieben Spielen kehrte Bordson im November 2015 in die American Hockey League (AHL) zurück und unterschrieb einen Einjahresvertrag bei den Providence Bruins.
Nach Abschluss der Saison 2015/16 wechselte Bordson nach Deutschland und unterschrieb einen Einjahresvertrag bei den Fischtown Pinguins Bremerhaven in der Deutschen Eishockey Liga (DEL). Er erzielte in seiner ersten Saison 2016/17 insgesamt 30 Assists und 38 Punkte in 45 Spielen. Ende August 2017 unterschrieb Bordson einen Einjahresvertrag bei der Düsseldorfer EG. In der Saison 2018/19 stand der US-Amerikaner beim Dornbirner EC in der österreichischen Erste Bank Eishockey Liga (EBEL) unter Vertrag. Verletzungsbedingt absolvierte Bordson dort jedoch kein Spiel und wechselte anschließend im Sommer 2019 nach Schweden zum Zweitligisten Västerviks IK.
Nach einem kurzen Gastspiel bei Hämeenlinnan Pallokerho in der finnischen Liiga zwischen Februar und April 2020 kehrte der Stürmer zur Spielzeit 2020/21 nach Nordamerika zurück, wo er die Saison bei den Kansas City Mavericks in der ECHL verbrachte. Zuletzt war Bordson zwischen 2021 und 2023 für die Stavanger Oilers in der norwegischen Fjordkraftligaen aktiv. Mit dem Klub gewann er in beiden Spieljahren die norwegische Meisterschaft. Nach dem Ende des Vertrags trat der 35-Jährige im Profieishockey nicht mehr in Erscheinung.

## Erfolge und Auszeichnungen
| - 2009 Broadmoor-Trophy-Gewinn mit der University of Minnesota Duluth - 2009 WCHA All-Academic Team - 2010 WCHA All-Academic Team | - 2016 ECHL-Spieler des Monats Oktober - 2022 Norwegischer Meister mit den Stavanger Oilers - 2023 Norwegischer Meister mit den Stavanger Oilers |

## Karrierestatistik
(Legende zur Spielerstatistik: Sp oder GP = absolvierte Spiele; T oder G = erzielte Tore; V oder A = erzielte Assists; Pkt oder Pts = erzielte Scorerpunkte; SM oder PIM = erhaltene Strafminuten; +/− = Plus/Minus-Bilanz; PP = erzielte Überzahltore; SH = erzielte Unterzahltore; GW = erzielte Siegtore; 1 Play-downs/Relegation; Kursiv: Statistik nicht vollständig)